# Encyclopædia Britannica
L'Encyclopædia Britannica est une encyclopédie généraliste de langue anglaise publiée par Encyclopædia Britannica, Inc., une société privée basée à Chicago. Ses articles ciblent un public adulte et instruit, et sont écrits par un personnel d'environ cent rédacteurs à plein temps et plus de 4 000 contributeurs experts. La Britannica est reconnue comme l'encyclopédie la plus universitaire,.
L'encyclopédie est publiée pour la première fois entre 1768 et 1771 à Édimbourg, en Écosse, et grandit rapidement en popularité et en taille : sa 3e édition de 1797 et son supplément (1801) atteignent ensemble vingt volumes,,.
Son statut grandissant l'aide à recruter d'éminents contributeurs. La 9e édition (1875 – 1889) et la 11e édition (1911) sont considérées comme des encyclopédies de référence pour leur érudition et la qualité de leur rédaction. Dès la 11e édition, la Britannica a graduellement raccourci et simplifié ses articles afin d'élargir son marché en Amérique du Nord. En 1993, elle est devenue la première encyclopédie à adopter une politique de révision continue, par laquelle elle est continuellement réimprimée et chaque article est régulièrement mis à jour.
L’actuelle 15e version a une structure en trois parties : une Micropædia de douze volumes (articles courts, généralement moins de 750 mots), une Macropædia de dix-sept volumes regroupant de longs articles (dont deux de 310 pages), et un volume unique intitulé Propædia pour donner un aperçu hiérarchique des connaissances. La Micropædia est conçue comme un guide à la Macropædia. Les lecteurs sont invités à examiner la Propædia pour comprendre le contexte de chaque sujet et trouver des articles plus détaillés. La taille de la Britannica est restée à peu près constante à partir de 1940, avec près de 40 millions de mots pour un demi-million de sujets. Bien que la publication soit réalisée aux États-Unis depuis 1901, elle a toujours conservé le vocabulaire britannique.
En 2007, la Britannica est la plus ancienne encyclopédie de langue anglaise encore en publication mais éprouve des difficultés de rentabilité. Le 13 mars 2012, après 244 années d'existence, on annonce qu'elle ne sera plus imprimée, se recentrant sur ses encyclopédies en ligne et ses programmes éducatifs pour les écoles.

## Histoire
Les propriétaires de l’Encyclopædia Britannica, Inc. ont changé à plusieurs reprises. Il y eut notamment A & C Black, Horace Everett Hooper, Sears Roebuck et William Benton. L’actuel propriétaire de l’entreprise est Jacqui Safra, acteur suisse millionnaire. Les récents progrès en matière de technologie de l’information et la montée en puissance des encyclopédies électroniques telles que Microsoft Encarta ou Wikipédia ont réduit les commandes d’encyclopédies sur papier. Pour rester compétitif, l’éditeur de la Britannica a souligné la réputation de son ouvrage, réduit le prix et les coûts de production et développé des versions numériques sur CD-ROM, DVD-ROM et sur Internet.

### Éditions

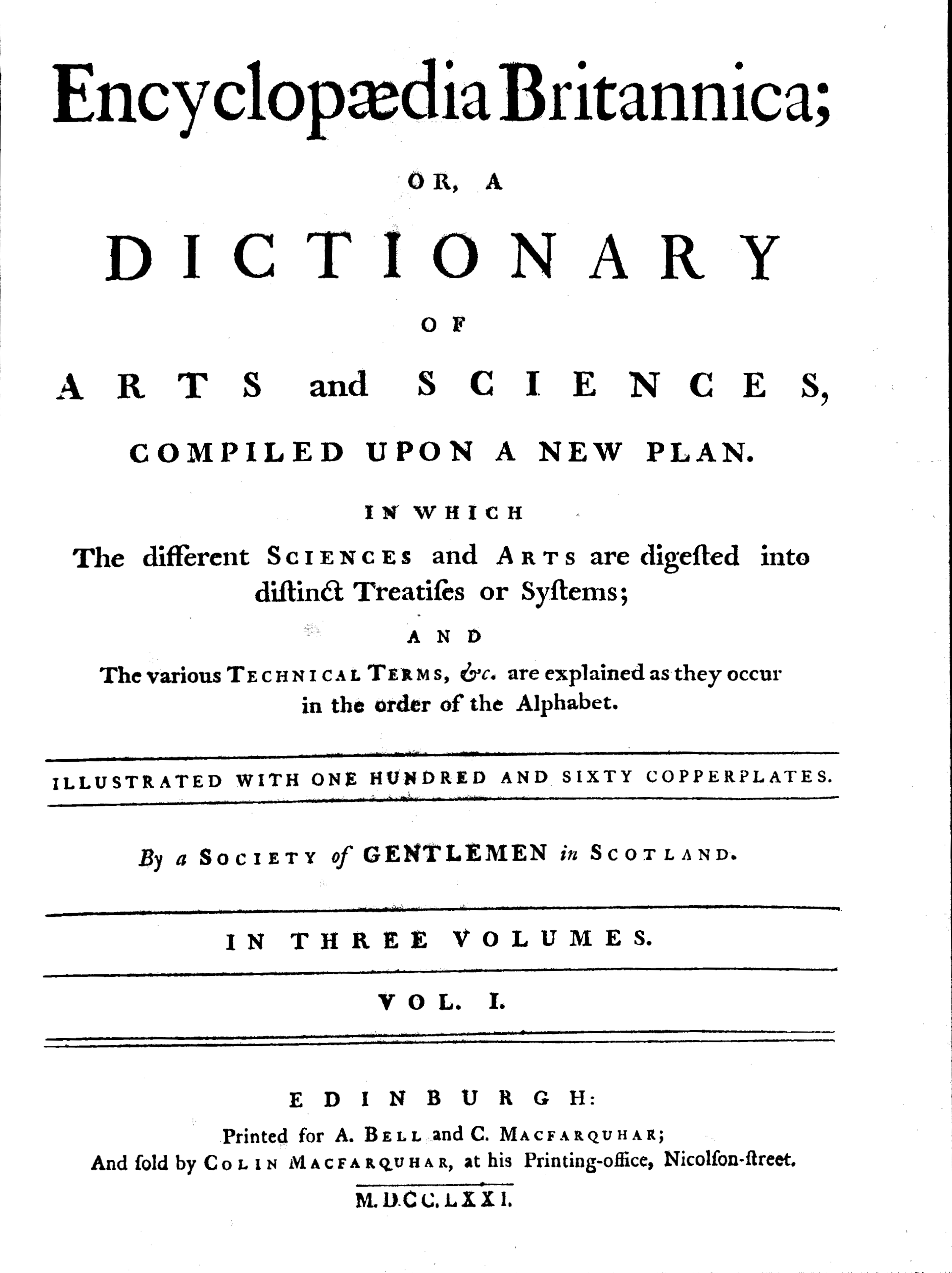
Page de couverture de la première édition de lEncyclopædia Britannica.

La Britannica a été publiée en quinze éditions successives, avec des suppléments à la 3e et à la 5e édition. En outre, la 10e édition n’a été qu’un supplément à la 9e, de même que les 12e et 13e ont été le supplément de la 11e. La 15e a subi une réorganisation en profondeur en 1985. Cette 15e édition aménagée est la version actuelle.
À travers l’histoire, la Britannica a eu deux objectifs : être un ouvrage de référence excellent, et fournir un contenu pédagogique. En 1974, la 15e édition a adopté un troisième objectif : systématiser tout le savoir humain. L’histoire de la Britannica peut être divisée en cinq périodes, ponctuées par des changements en matière de management et la réorganisation de l’œuvre.

#### 1768-1826
Dans la première période (éditions 1 à 6, entre 1768 et 1826), l’Encyclopædia Britannica est dirigée et publiée par ses créateurs, parmi lesquels Colin Macfarquhar, Andrew Bell, et Archibald Constable. Elle est publiée pour la première fois entre 1768 et 1771 à Édimbourg sous le nom « Encyclopædia Britannica, ou Un Dictionnaire des Arts et des Sciences compilé selon un nouveau plan ». Elle est en partie conçue en réaction à l’Encyclopédie de Denis Diderot et de Jean le Rond D'Alembert en France, publiée entre 1751 et 1772 et elle-même inspirée de la Cyclopaedia (1728) de Chambers. L’encyclopédie Britannica est d’abord une initiative écossaise, et reste encore un héritage durable de la période dite des Lumières écossaises. Durant cette période, la Britannica évolue en passant de trois volumes (compilés par l'éditeur William Smellie),, à près de vingt volumes. Plusieurs autres encyclopédies se développent en même temps, notamment la Cyclopaedia de Rees et l’Encyclopædia Metropolitana de Coleridge.

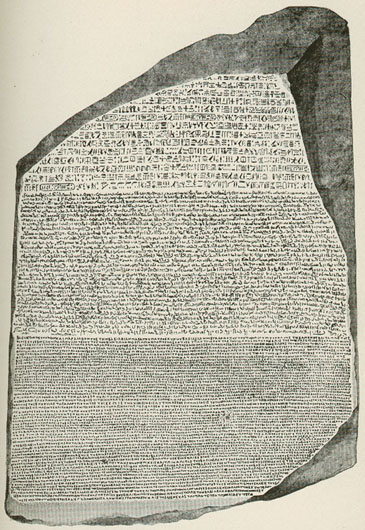
Les premières éditions au XIXe siècle de lEncyclopædia Britannica incluent des travaux de recherche, comme dans l'article de Thomas Young sur l'Égypte, qui comporte une traduction de hiéroglyphes sur la pierre de Rosette (ici illustrée).

#### 1827-1901
Durant la deuxième période (éditions 7 à 9, entre 1827 et 1901), la Britannica est gérée par A & C Black, une société d’édition basée à Édimbourg. Bien que de nombreux contributeurs soient recrutés parmi les relations des rédacteurs en chef, par exemple Macvey Napier, d’autres sont attirés par la notoriété de l’Encyclopédie Britannica. Les contributeurs viennent souvent de pays étrangers, y compris les spécialistes les plus respectés de leur domaine. 
Un index général de tous les articles est inclus pour la première fois dans la septième édition, pratique, qui sera maintenue jusqu’en 1974. Le premier rédacteur en chef d’origine anglaise est Thomas Spencer Baynes, qui supervise la production de la 9e édition, surnommée « l’édition savante » pour son caractère particulièrement érudit,. Cependant, avec la fin du XIXe siècle, la 9e édition est dépassée et la Britannica fait face à des difficultés financières.

#### 1901-1973
La troisième période (éditions 10 à 14, entre 1901 et 1973) est marquée par le contrôle d’hommes d’affaires américains qui introduisent le marketing direct et le démarchage à domicile. Les éditeurs américains simplifient progressivement les articles, les rendant moins savants pour viser le grand public. La 10e édition est rapidement produite en tant que supplément de la 9e édition. La 11e édition est en revanche reconnue pour sa qualité excellente. Son propriétaire, Horace Hooper, a fait des efforts considérables pour œuvrer à sa perfection. Quand ce dernier connaît des difficultés financières, la Britannica est reprise par la société Sears pour dix-huit ans (1920-1923, 1928-1943). En 1932, le vice-président de Sears, Elkan Harrison Powell, assume la présidence de la Britannica. En 1936, il commence la politique de révision continue. Celle-ci rompt avec la pratique antérieure, qui consistait à conserver les articles identiques jusqu’à l’édition suivante, parfois durant 25 années. 
En 1943, la propriété de la Britannica est transmise à William Benton jusqu’à sa mort en 1973. Benton met en place une fondation portant son nom, qui dirige la Britannica jusqu’en 1996. C’est durant cette période, en 1968, que la Britannica célèbre son bicentenaire.

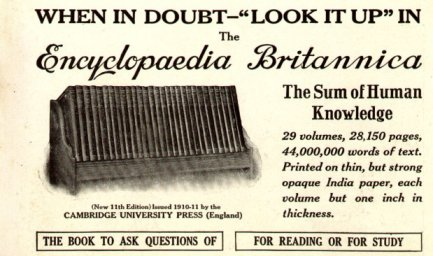
Publicité américaine pour la 11e édition dans le National Geographic Magazine de mai 1913.

#### 1973-1994
Durant la quatrième période (15e édition, entre 1974 et 1994) la Britannica connaît sa quinzième édition, qui est réorganisée en trois parties : la Micropædia, la Macropædia, et la Propædia. Sous la direction de Mortimer Adler (membre du comité de rédaction de l’Encyclopædia Britannica depuis sa création en 1949, et président du comité depuis 1974), la Britannica cherche non seulement à être une référence et un outil pédagogique, mais aussi à systématiser les connaissances humaines. L’absence d’index autonome et le regroupement d’articles dans plusieurs encyclopédies parallèles (Micropædia et Macropædia) provoquent une « tempête de critiques » envers cette version initiale de la 15e édition,. En réponse, la réédition de cette 15e édition en 1985 est entièrement refondue et indexée. Cette seconde version continue à être publiée et révisée, la dernière version imprimée datant de 2010. Le titre officiel de la 15e édition est la « Nouvelle Encyclopædia Britannica », aussi connue sous le nom de « Britannica 3 ».

#### 1994-aujourd'hui
Durant la cinquième période (de 1994 à nos jours), des versions numériques sont développées et publiées sur des médias optiques et en ligne. En 1996, la Britannica est achetée par Jacqui Safra bien en dessous de sa valeur estimée, en raison des difficultés financières de l’entreprise éditrice Encyclopædia Britannica, Inc. Celle-ci est scindée en deux sociétés distinctes en 1999 : d’un côté, une société qui garde la même dénomination et développe la version papier, de l’autre, la Britannica.com Inc, qui développe les versions numériques. Depuis 2001, les deux sociétés partagent le même directeur, Ilan Yeshua, qui continue la stratégie de Powell en lançant des produits dérivés de l'encyclopédie,.

### Dédicaces
L’Encyclopædia Britannica a été dédiée au monarque britannique entre 1788 et 1901, puis également au président américain avec la publication de l’encyclopédie aux États-Unis. Ainsi, la 11e édition est « dédiée par autorisation à sa majesté George V, roi de Grande-Bretagne et d’Irlande et des dominions britanniques au-delà des Mers, empereur d’Inde, et William Howard Taft, président des États-Unis d'Amérique »,. L’ordre des dédicaces a varié en fonction de l’influence des deux puissances et du nombre d’exemplaires vendus dans chaque pays. De sorte que la 14e version en 1954 est « dédiée avec la Permission des Têtes des deux peuples anglophones, Dwight David Eisenhower, président des États-Unis d'Amérique, et de Sa Majesté, la reine Elizabeth II »,. Conformément à la tradition, la version 2007 de l’actuelle 15e édition a été « dédiée avec la permission de l’actuel président des États-Unis, George W. Bush, et de Sa Majesté, la reine Élisabeth II »,, tandis que la version 2010 de la même édition est « dédiée par autorisation à Barack Obama président des États-Unis d'Amérique et sa majesté la reine Élisabeth II »,.

## Critiques et popularité

### Réputation

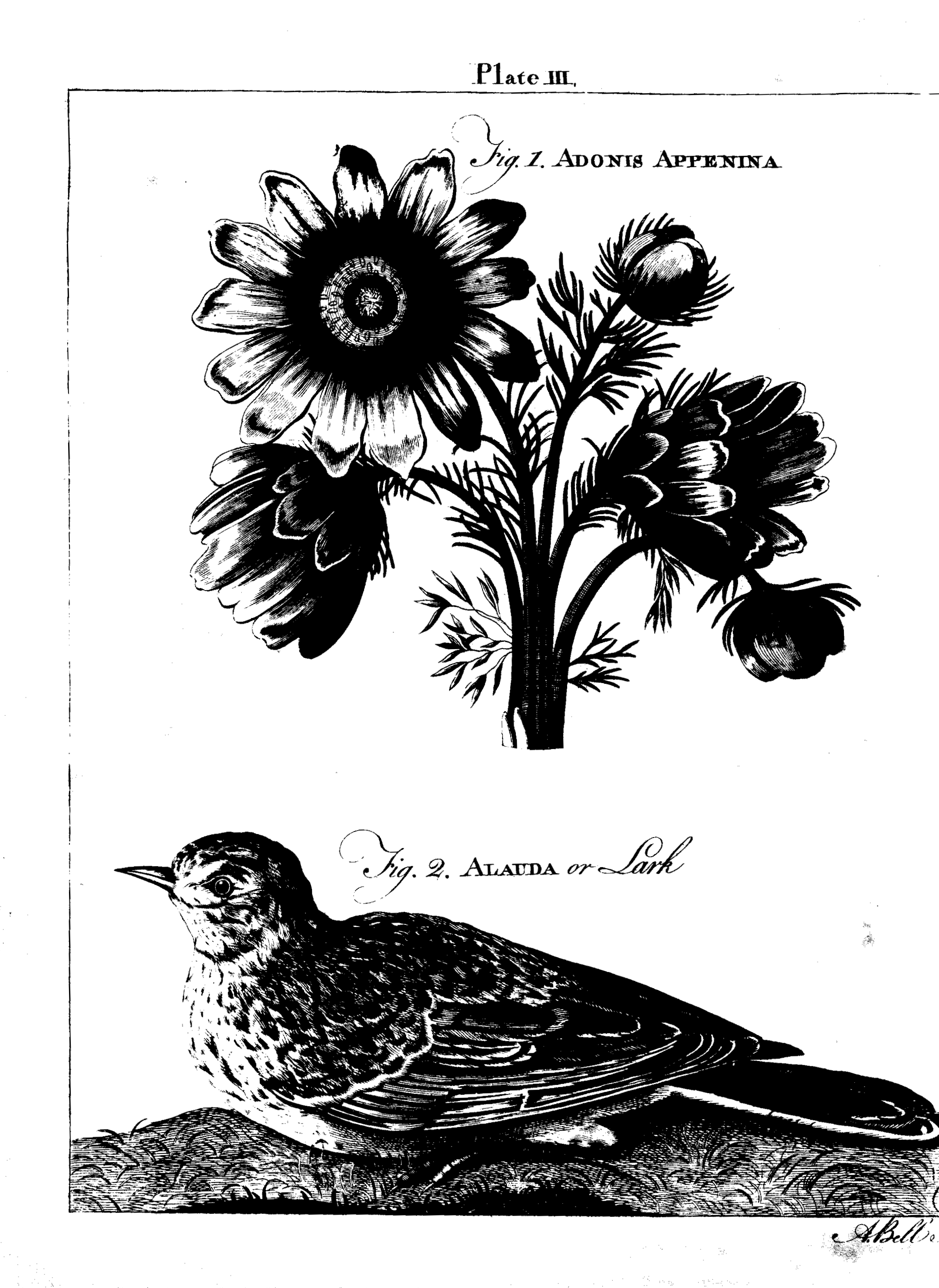
Une gravure d'Andrew Bell publiée dans la 1re édition.

Depuis la 3e édition, la Britannica a bénéficié d’une excellente réputation pour la qualité de ses articles,,. Plusieurs éditions ont d'ailleurs été plagiées aux États-Unis. À la sortie de la 14e édition, le Time magazine a baptisé la Britannica le « Patriarche de la Bibliothèque ». Le naturaliste William Beebe a même déclaré que la Britannica se tenait « au-delà des comparaisons parce qu’il n’y a pas de concurrent ». Des références à la Britannica se trouvent dans la littérature anglaise, notamment dans La Ligue des rouquins d’Arthur Conan Doyle.
La Britannica est reconnue pour sa façon de concentrer les connaissances humaines. Pour approfondir leur éducation, beaucoup se sont consacrés à la lecture entière de la Britannica. Quand Fat'h Ali est devenu chah de Perse en 1797, il reçut la troisième édition de la Britannica, qu’il lut en intégralité. Après cet exploit, il inclut dans son titre royal « le Plus Formidable Seigneur et le Maître de l’Encyclopædia Britannica ». L’écrivain George Bernard Shaw a revendiqué avoir lu en entier la 9e édition, sauf les articles scientifiques. Richard Byrd a choisi de lire la Britannica durant son séjour de cinq mois au pôle Sud en 1934, tandis que Philip Beaver l’a emportée pour son expédition en mer. Plus récemment, l’éditeur A. J. Jacobs a lu l’intégralité de la 15e édition en 2002, décrivant ses expériences dans le célèbre ouvrage titré The Know-It-All: One Man's Humble Quest to Become the Smartest Person in the World paru en 2004. Seules deux personnes sont connues pour avoir lu deux éditions différentes en entier : l’auteur C. S. Forester, et l’homme d’affaires américain Amos Urban Shirk qui a lu les 11e et 14e éditions en y consacrant près de trois heures par nuit pendant quatre ans et demi pour la 11e édition. Beaucoup d’éditeurs en chef de la Britannica ont probablement lu leur édition dans leur intégralité, comme William Smellie (1re édition), William Robertson Smith (9e édition) et Walter Yust (14e édition).

### Récompenses
La version en ligne de la Britannica a gagné en 2005 le Codie Award pour le « Meilleur service d’information en ligne pour le public ». Les Codie Awards sont organisés par la Software and Information Industry Association qui récompense chaque année les meilleurs logiciels de leur catégorie. En 2006, la Britannica est également arrivée en finale. En outre, les versions CD/DVD-ROM de la Britannica ont reçu le prix d’Excellence de l’Association des éditeurs pédagogiques, et un Codie Award en 2000, 2001 et 2002,. Le 15 juillet 2009, l’Encyclopædia Britannica a été désignée dans le « Top dix des marques du Royaume-Uni » par un panel de plus de 2 000 critiques indépendants, selon la BBC.

### Couverture des sujets
Les sujets traités suivent la « ligne directrice du savoir » de la Propædia. L’essentiel de la Britannica est consacré à la géographie (26 % de la Macropædia), les biographies (14 %), la biologie et la médecine (11 %), la littérature (7 %), la physique et l’astronomie (6 %), la religion (5 %), l’art (4 %), la philosophie occidentale (4 %) et le droit (3 %). La Micropædia est composée de 25 % d’articles sur la géographie, 18 % sur la science, 17 % de sciences sociales, 17 % de biographies, et 25 % sur les autres sciences humaines.
La Britannica ne couvre pas tous les sujets avec la même précision. Par exemple, l’ensemble des connaissances relatives au bouddhisme et à la plupart des autres religions sont traitées dans un unique article de la Macropædia, tandis que quatorze articles sont consacrés au christianisme, soit environ la moitié des articles sur la religion. Toutefois, la Britannica a été saluée comme la moins biaisée des encyclopédies commercialisées sur le marché occidental, et appréciée pour ses biographies de femmes importantes dans tous les domaines.

### Critiques
La Britannica a pu être critiquée, en particulier au fur et à mesure que ses éditions étaient dépassées. En effet, la production d’une toute nouvelle édition de la Britannica est onéreuse, et les éditeurs préfèrent retarder au maximum la parution de l’édition suivante (environ vingt-cinq ans)[citation nécessaire]. Par exemple la quatorzième édition est obsolète au bout de trente-cinq ans (1929-1964), malgré la politique de révision continue. Quand le physicien américain Harvey Einbinder détailla les manquements dans son ouvrage Le mythe de la Britannica en 1964, les éditeurs se sont attelés à la production de la 15e édition, ce qui a pris dix années de travail. Il est toujours difficile de garder la Britannica à jour, et certaines critiques font observer que les longs articles de la Macropædia sont davantage sensibles à ce problème. De même, les articles de la Micropædia sont parfois incohérents par rapport aux articles correspondants de la Macropædia, principalement parce que l’un ou l’autre n’a pas été actualisé,. Les bibliographies de la Macropaedia ont également été critiquées pour être encore plus obsolètes que les articles eux-mêmes,,.
Bien que certains auteurs de la Britannica fussent reconnus pour leur autorité, tels qu'Albert Einstein, Marie Curie, ou Léon Trotski, d’autres en revanche furent critiqués pour leur manque de compétence.

#### Partialité
Le professeur américain Edward B. Titchener écrit en 1912 : « La nouvelle Britannica ne rend pas compte de l'état des recherches en psychologie de sa génération. Malgré le halo d’autorité et les vérifications des collaborateurs, la plupart des articles de psychologie ne sont pas adaptés aux exigences d'un lecteur intelligent ». Dans un ouvrage publié en 1988, Gillian Thomas signale que la 11e édition a été critiquée pour ses opinions bourgeoises et dépassées sur l’art, la littérature, et les sciences sociales.

#### Choix éditoriaux
La Britannica est occasionnellement critiquée pour ses choix éditoriaux. Compte tenu de sa taille à peu près constante, l’encyclopédie a dû réduire ou supprimer certains articles pour en faire place à d’autres. Cela a abouti à des décisions controversées. On a reproché à la 15e édition initiale (1974-1985) d’avoir éliminé ou réduit les thématiques relevant de la littérature de jeunesse, des décorations militaires, ou encore du poète français Joachim Du Bellay. Des erreurs éditoriales ont également été relevées, comme le choix d’inclure ou non les biographies de certaines personnalités japonaises, ou encore la répartition visiblement arbitraire des articles entre la Macropædia et la Micropædia,. Une critique observe que la 15e édition se soucie beaucoup plus de ses formes que de la préservation de l’information. Des critiques de l'American Library Association ont constaté qu’un bon nombre d’articles pédagogiques ont été supprimés de la Macropædia en 1992, notamment l’article sur la psychologie.
Les contributeurs de la Britannica ont eux-mêmes parfois des propos erronés ou non scientifiques. Une des illustrations notoires est le rejet de la loi universelle de la gravitation de Newton par l’éditeur en chef de la 3e édition (1788–1797), George Gleig, qui écrivit que la gravité était causée par le feu, un des quatre éléments. Cependant, la Britannica a aussi fermement défendu une approche scientifique des thèmes émotionnels, comme l’a fait William Robertson Smith dans ses articles sur la religion dans la 9e édition. Il affirme notamment que la Bible n’est pas historiquement exacte. En outre, Wendy Doniger, qui est membre du comité de rédaction de la Britannica, a été critiquée pour sa présentation négative de l’hindouisme,.

#### Racisme et sexisme
On trouve des critiques envers le racisme et le sexisme des éditions précédentes,. Par exemple, la 11e édition (1910–1911) qualifie le Ku Klux Klan de protecteur de la race blanche, restaurant l’ordre dans les États confédérés d'Amérique après la guerre de Sécession. L’article cite le besoin de « contrôler le noir » et les « fréquents viols par les noirs sur les femmes blanches ». De même, l’article sur la civilisation plaide pour l’eugénisme.
Concernant le sexisme, la 11e édition ne comporte pas de biographie de Marie Curie malgré son prix Nobel de physique en 1903 et son prix Nobel de chimie en 1911. Elle est brièvement mentionnée en dessous de la biographie de son mari Pierre Curie. De plus, un grand nombre de rédacteurs de la Britannica étaient des femmes, qui ont contribué à des centaines d’articles sans que leur nom ne fût jamais mentionné.

#### Inexactitudes
En 1912, le mathématicien L. C. Karpinski a critiqué la 11e édition de l’Encyclopædia Britannica pour ses inexactitudes dans les articles sur l’histoire des mathématiques, dont aucun n’a été écrit par des spécialistes.
En 1917, le critique d’art Willard Huntington Wright publie l’ouvrage Désinformer la nation, qui fait remarquer les imprécisions et la partialité de certains articles sur les sciences humaines dans la 11e édition. Par la suite, il s’attaque aussi aux éditions ultérieures. Néanmoins, le livre de Wright a été lui-même critiqué par la presse comme étant un ouvrage polémique, et dont les critiques n’ont pas de fondement objectif.
En 1947, l’écrivain et ancien prêtre Joseph McCabe prétend qu’après la 11e édition la Britannica a fait l’objet de censures, sous la pression de l’Église catholique romaine.
Le physicien Harvey Einbinder détaille les inexactitudes de la 14e édition dans son ouvrage Le Mythe de la Britannica publié en 1964.
En février 2010, le journal irlandais Evening Herald déclare que la Britannica offre une « grotesque version inexacte » de l’histoire de l’Irlande. Un sénateur de l’opposition affirme : « Cette version tordue des événements est une insulte grossière à notre peuple et notre histoire. Que ce soit utilisé pour éduquer nos enfants est encore plus ridicule. » Le ministère de l’éducation irlandais, qui avait dépensé 450 000 euros pour donner aux élèves un accès en ligne à l’Encyclopædia, a avoué qu’il était « déçu »,.
Les éditeurs de la Britannica ont toujours concédé que les erreurs étaient inévitables. À propos de la 3e édition (1788–1797), l’éditeur en chef George Gleig écrit que « la perfection semble être incompatible avec la nature du travail accompli sur un tel plan, et avec une telle variété de sujets ». En mars 2006, les éditeurs écrivent : « En aucun cas nous ne laissons entendre que la Britannica soit exempte d’erreurs ; nous n’avons jamais prétendu une telle chose. »
Dans la préface de la première édition de l’Encyclopædia Britannica, l’éditeur William Smellie déclare : « En ce qui concerne les erreurs en général, que celles-ci soient qualifiées de mentales, typographiques ou accidentelles, nous sommes conscients d’être en mesure de signaler plus d’erreurs que n’importe quel critique. Les hommes qui connaissent les innombrables difficultés à la réalisation d’un travail d’une telle ampleur auront l’indulgence appropriée. C’est à eux que nous en appelons et resterons satisfaits du jugement qu’ils prononceront. »

## Situation actuelle

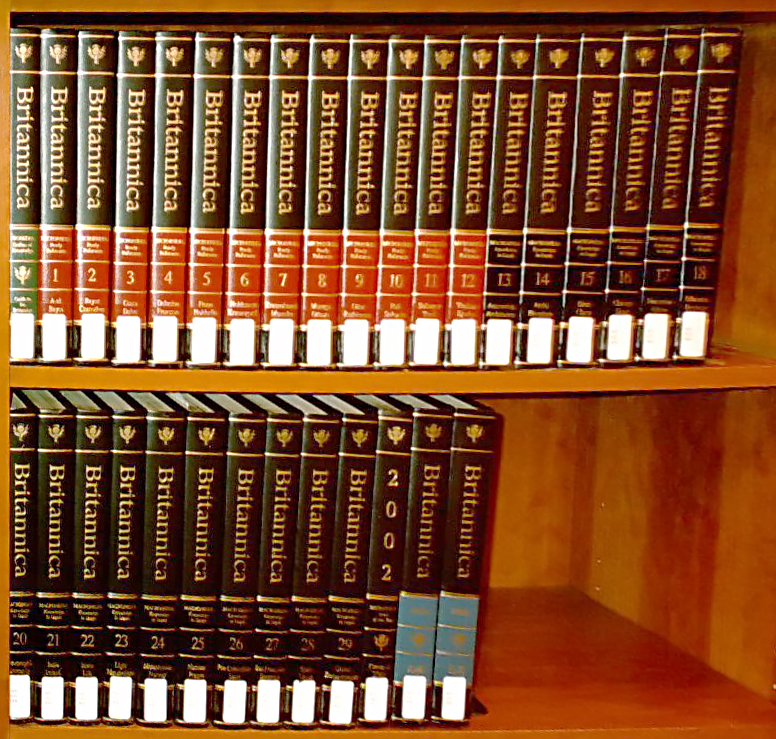
de la Britannica. Le premier volume (en haut à gauche) avec la cote verte est la Propædia ; les volumes rouge et noir sont respectivement la Micropædia et la Macropædia. Les trois derniers volumes sont le Book of the Year de 2002 (cote noire) et l'index en deux volumes (cote cyan).

### Version imprimée
Depuis 1985, la Britannica est composée de quatre parties : la Micropædia, la Macropædia, la Propædia, et un index en deux volumes. Les articles se trouvent dans la Micropædia et la Macropædia, qui englobent respectivement douze et dix-sept volumes, chaque volume comportant environ mille pages. En 2007, la Macropædia comporte 699 articles, d’une longueur variant de deux à 310 pages et incluant les références et noms des contributeurs. En revanche, en 2007 la Micropædia comporte à peu près 65 000 articles, dont la plupart (97 %) contient moins de 750 mots, sans référence ni nom du contributeur. Les articles de la Micropædia sont destinés à une vérification rapide des informations, et aident à trouver davantage de données dans la Macropædia. Les articles de la Macropædia sont reconnus comme étant de qualité, faisant autorité sur leurs thématiques, et regroupant des informations qui ne sont pas traitées autre part. L’article le plus long est consacré aux États-Unis (310 pages), et résulte de la fusion des articles sur chacun des États fédérés.
Les informations de la Britannica peuvent être trouvées en suivant les références croisées de la Micropædia et la Macropædia. Cependant, ces références sont assez rares (généralement une référence par page). Par conséquent, les lecteurs sont invités à consulter l’index alphabétique ou la Propædia, qui organise les articles de la Britannica par thème.
Le cœur de la Propædia est sa « ligne directrice du savoir », qui a pour but de fournir une structure logique de la connaissance humaine. Ainsi, cette ligne directrice est étudiée par les rédacteurs de la Britannica pour décider quels articles seront inclus dans la Micropædia ou la Macropædia. Elle est également un guide qui place les sujets dans leur perspective, et qui suggère une série d’articles aux étudiants qui souhaitent approfondir un sujet. Cependant, les bibliothèques ont constaté que cet outil est peu utilisé, et les critiques recommandent de le supprimer de l’encyclopédie. La Propædia comporte également des transparents en couleur de l’anatomie humaine, et plusieurs annexes énumérant le personnel, les conseillers et les collaborateurs de l’ensemble de la Britannica.
Pris ensemble, la Micropædia et la Macropædia comprennent autour de 40 millions de mots et 24 000 images. L’index en deux volumes comporte 2 350 pages, et liste les 228 274 sujets traités par la Britannica, ainsi que les 474 675 données secondaires relatives à chaque article. La Britannica préfère généralement utiliser l'anglais britannique plutôt qu’américain.
Depuis 1936, les articles de la Britannica ont été révisés selon un calendrier régulier, avec au moins 10 % des articles révisés chaque année,. Selon la Britannica, entre 35 % et 46 % des articles ont été corrigés au cours des trois dernières années,.
L’ordre alphabétique des articles de la Micropædia et Macropædia suit des règles strictes. Les signes diacritiques et les lettres non-anglaises sont ignorés, tandis que les entrées numériques telles que « 1812, Guerre de » sont alphabétisés comme si le nombre était écrit en toutes lettres (« Mille huit-cent douze, Guerre de »). Les articles dont les titres sont identiques sont ordonnés selon les personnes, puis les lieux, puis les objets. Les personnes célèbres ayant des noms identiques sont classées d’abord dans l’ordre alphabétique du pays, puis chronologiquement. Ainsi, le roi de France Charles III précède Charles Ier d'Angleterre : dans l’ordre alphabétique, « France » se place avant « Grande-Bretagne ». De même, les lieux qui partagent le même nom sont organisés dans l’ordre alphabétique du pays, puis par la taille décroissante de l’entité géopolitique.

### Les produits dérivés imprimés
Britannica Junior a été imprimée pour la première fois en 1934 en douze volumes. Elle a été étendue à quinze volumes en 1947, et renommée Britannica Junior Encyclopaedia en 1963. Elle a été retirée du marché après la version de 1984.

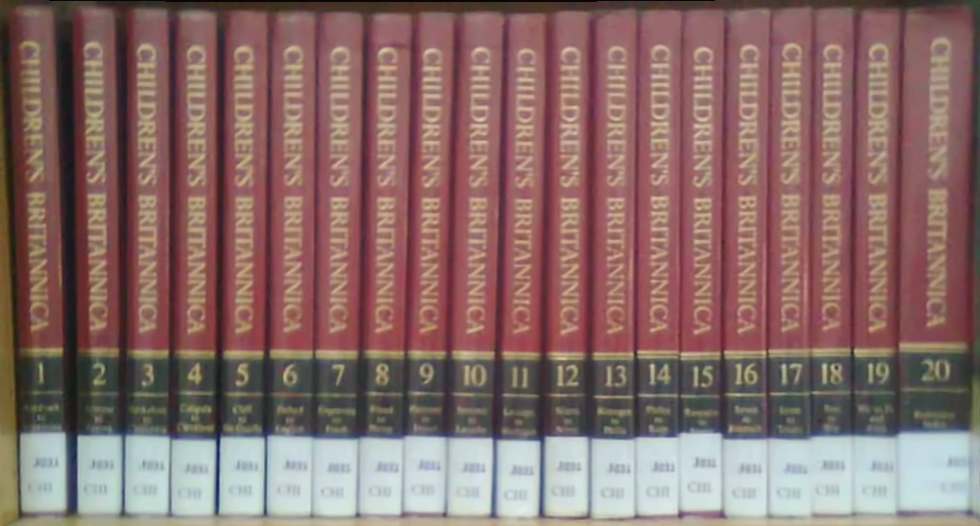
Children's Britannica.

Children's Britannica, d’origine britannique, est éditée par John Armitage à Londres en 1960. Elle est publiée aux États-Unis en 1988, pour un public de sept à quatorze ans. En 1961, la Young Children's Encyclopaedia en seize volumes est destinée aux enfants qui apprennent à lire. My First Britannica est quant à elle destinée aux enfants de six à douze ans, et la Britannica Discovery Library (publiée entre 1974 et 1991) aux enfants de trois à six ans.
Il existe plusieurs versions abrégées des encyclopédies Britannica. Le volume unique Britannica Concise Encyclopædia contient 28 000 courts articles qui condensent les trente-deux volumes de la Britannica. Compton's by Britannica, publiée en 2007, intègre l’ancienne Compton's Encyclopedia. Elle est destinée aux 10-17 ans et comporte 11 000 pages dans vingt-six volumes.
Depuis 1938, la société Encyclopædia Britannica, Inc. a publié chaque année un « Book of the Year » couvrant les événements de l’année passée. Ce livre est également disponible en ligne jusqu’à l’édition de 1994 (qui retrace les événements de 1993). Par ailleurs, la société a publié plusieurs ouvrages spécialisés de référence, tels que Shakespeare. Guide essentiel sur la vie et les travaux du poète, en 2006.

### Versions numériques, optiques, mobiles
Richard Feynman prédisait en 1959 qu'il serait possible de stocker les vingt-quatre volumes de l'Encyclopædia Britannica dans une tête d'épingle. Le DVD-ROM Britannica Ultimate Reference Suite 2006 DVD contient plus de 55 millions de mots et seulement un peu plus de 100 000 articles. Cela inclut 73 645 articles issus de la Britannica imprimée, le reste provenant de la Britannica Student Encyclopædia, de la Britannica Elementary Encyclopædia, et de la Britannica Book of the Year (entre 1993 et 2004), ainsi que quelques articles « classiques » des anciennes éditions de l’encyclopédie. Le DVD contient également du nouveau contenu, incluant des cartes, vidéos, extraits sonores, animations, et des liens Internet. Enfin, il propose des outils pédagogiques, un dictionnaire, et un thésaurus.
Le site web Encyclopædia Britannica Online compte plus de 120 000 articles, mis à jour régulièrement. Il comporte des nouveautés quotidiennes, des mises à jour et des liens renvoyant vers des articles d’actualité sur le site du The New York Times et de la BBC. Environ 60 % des revenus de la société Encyclopædia Britannica Inc. provient des services Internet, dont 15 % par les abonnements à la version grand public du site. Les abonnements sont valables pour une durée annuelle, mensuelle ou hebdomadaire. Des offres spéciales sont destinées aux établissements scolaires et aux bibliothèques. Ces institutions représentent la majorité de la clientèle de la Britannica. Les articles sont tous accessibles en ligne de façon gratuite, mais ne sont affichées que les premières lignes du texte. À partir du début 2007, la Britannica propose des articles entièrement gratuits, si ceux-ci disposent d’un lien sur un site externe. Ces liens externes permettent en effet d’améliorer la visibilité de la Britannica dans les moteurs de recherche.
Le 20 février 2007, la société Encyclopædia Britannica, Inc. annonce qu’elle travaille avec la société de téléphonie mobile AskMeNow, pour lancer une version mobile de l’encyclopédie. Les utilisateurs peuvent envoyer leur question par SMS et AskMeNow trouve parmi 28 000 articles de la Britannica la réponse correspondante. Des actualités quotidiennes envoyées directement sur téléphone mobile ont également été prévues.
Le 3 juin 2008 est annoncée une initiative visant à faciliter la coopération entre les collaborateurs experts et amateurs de la Britannica en ligne, dans l’esprit d’un wiki, avec une supervision éditoriale du personnel de la Britannica,. Les contributions approuvées sont créditées, bien que cela donne automatiquement à l’Encyclopædia Britannica, Inc. des droits perpétuels et irrévocables sur la contribution.
Le 22 janvier 2009, le président de la Britannica Jorge Cauz annonce que la société acceptera les modifications et ajouts par le public sur la version en ligne. La version imprimée de l’encyclopédie n’est cependant pas affectée par les changements. Les particuliers qui souhaitent contribuer doivent s’inscrire au préalable sous leurs vrais nom et adresse. Toutes les modifications sont soumises, vérifiées, et doivent être approuvées par les professionnels de la Britannica. Les contributions provenant des utilisateurs non-universitaires sont placées dans une section distincte du contenu rédigé par les experts, (autres que les contributeurs professionnels de la Britannica). Quant au contenu « officiel » de la Britannica, il est lui-même distingué du contenu généré par les utilisateurs.

## Personnel et management

### Contributeurs
En 2007, la version imprimée de la Britannica comprend 4 411 contributeurs, dont beaucoup de figures éminentes dans leurs domaines respectifs, tels que le prix Nobel d’économie Milton Friedman, l’astronome Carl Sagan, et le chirurgien Michael E. DeBakey. Environ un quart des contributeurs sont aujourd’hui décédés, et un quart est à la retraite ou émérite. Près de 98 % des contributeurs n’ont participé à la rédaction que d’un seul article. Soixante-quatre contributeurs ont rédigé trois articles, vingt-trois ont contribué à quatre articles, dix ont contribué à cinq articles, et huit ont contribué à plus de cinq articles. Dr Christine Sutton, de l’université d'Oxford, est particulièrement prolifique puisqu’elle a contribué à vingt-quatre articles sur les particules physiques.

### Personnel

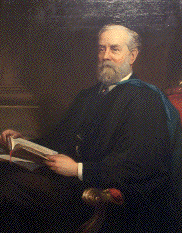
Portrait de Thomas Spencer Baynes, rédacteur de la 9e édition. Peint en 1888, il est aujourd'hui exposé à l'université de St Andrews en Écosse.

La préparation et la publication de la Britannica requièrent une équipe expérimentée. Le personnel est organisé en dix départements, dont certains pratiquent une gestion hiérarchique du personnel. Selon la page finale de la Propædia de 2007, l’organisation est la suivante :
- équipe éditoriale (dix-neuf rédacteurs et un assistant exécutif) ;
- art et cartographie (neuf employés) ;
- technologie de composition et design (quatre employés) ;
- département des reproductions (douze employés) ;
- technologie d’édition et de publication (cinq employés) ;
- management de l’information (neuf employés) ;
- contrôle de la production (quatre employés) ;
- bibliothécaires de référence (trois employés) ;
- données mondiales (cinq employés) ;
- manufacture (un employé).

Le sinologue Dale Hoiberg est le premier vice-président et rédacteur en chef de la Britannica. Ses prédécesseurs ont été notamment Hugh Chisholm (1902–1924), James Louis Garvin (1926–1932), Franklin Henry Hooper (1932–1938), Walter Yust (1938–1960), Harry Ashmore (1960–1963), Warren E. Preece (1964–1968, 1969–1975), Sir William Haley (1968–1969), Philip W. Goetz (1979–1991), et Robert McHenry (1992–1997).
L’actuelle équipe éditoriale est constituée de cinq rédacteurs en chef et neuf rédacteurs en chef adjoints, sous la direction notamment de Dale Hoiberg. L’équipe éditoriale aide à la rédaction des articles de la Micropædia et certains passages de la Macropædia.

### Conseillers éditoriaux
L’Encyclopædia Britannica possède un comité de rédaction constitué de conseillers, dont douze éminents chercheurs, :
- l’écrivain Nicholas Carr ;
- le spécialiste des religions Wendy Doniger ;
- l’économiste politique Benjamin M. Friedman ;
- le président du Council on Foreign Relations, Leslie H. Gelb ;
- l’informaticien David Gelernter ;
- le lauréat du prix Nobel de physique Murray Gell-Mann ;
- le président de la Carnegie Corporation of New York, Vartan Gregorian ;
- le philosophe Thomas Nagel ;
- le cognitiviste Donald Norman ;
- le musicologue Michael Randel Don ;
- le président de la Royal Society of Edinburgh, Stewart Sutherland ;
- l’anthropologue Michael Wesch.

La Propædia et sa ligne directrice ont été élaborées par des dizaines de conseillers sous la direction de Mortimer Adler. Près de la moitié de ces conseillers sont décédés depuis, parmi lesquels René Dubos, Loren Eiseley, Harold Dwight Lasswell, Mark Van Doren, Ritchie Calder, et Mortimer Adler. En outre, la Propædia énumère presque 4 000 conseillers consultés pour les articles non signés de la Micropædia.

### Structure de l’entreprise
En janvier 1996 la Britannica, qui appartenait à Benton Foundation, a été rachetée par le millionnaire suisse Jacqui Safra. En 1997, Don Yannias, associé de longue date et conseiller en investissement de Safra, devient le CEO d’Encyclopædia Britannica, Inc.. Une nouvelle société, Britannica.com Inc., voit le jour en 1999 afin de développer les versions numériques de l’encyclopédie. Yannias assume le rôle de CEO de cette nouvelle société, tandis que le poste de CEO de l’Encyclopædia Britannica, Inc. reste vacant durant deux ans. Le mandat de Yannias à la tête de la Britannica.com Inc. a été marquée par des faux-pas, des licenciements massifs et des pertes financières. En 2001, Yannias est remplacé par Ilan Yeshua, qui reprend le contrôle des deux sociétés. Yannias reste néanmoins au conseil d'administration de la Britannica.
En 2003, l’ancien consultant en management Jorge Aguilar-Cauz est nommé président de l’Encyclopædia Britannica, Inc. Il est à la tête de l’exécutif et dépend directement du conseil d’administration. Il forme des alliances avec d’autres entreprises et étend la marque Britannica à d’autres produits pédagogiques, continuant ainsi la stratégie de l’ancien CEO Elkan Harrison Powell dans les années 1930.
Sous Jacqui Safra, la société a connu d’importantes difficultés financières, et a dû y répondre en réduisant le prix de ses produits et mettant en œuvre des diminutions de coûts drastiques. Selon un rapport du New York Post en 2003, la société a décidé de licencier les salariés les plus onéreux, et a encouragé l’utilisation d’images gratuites. Ces changements ont eu des conséquences négatives. Par exemple, les contributeurs indépendants ont attendu jusqu’à six mois pour recevoir leur paye, et le personnel a travaillé des années sans augmentation de salaires.
Encyclopædia Britannica, Inc. possède aujourd’hui les marques déposées sur les mots Britannica, Encyclopædia Britannica, Macropædia, Micropædia, et Propædia, tout comme son logo représentant un chardon. La société a notamment exercé ses droits de propriété en 2005,.

## Concurrence
Étant donné que la Britannica est une encyclopédie généraliste, elle ne cherche pas à concurrencer les encyclopédies spécialisées telles que l’Encyclopédie de Mathématiques, ou le Dictionnaire du Moyen Âge, qui consacrent beaucoup plus de place à leurs sujets respectifs. Dès les premières années, le principal concurrent de la Britannica est l’encyclopédie générale de Ephraïm Chambers, et peu de temps après la Rees's Cyclopaedia et l’Encyclopædia Metropolitana de Coleridge. Au XXe siècle, les concurrents sérieux sont la Collier's Encyclopedia, l’Encyclopedia Americana, et le World Book Encyclopedia. Néanmoins, à partir de la 9e édition, la Britannica a été largement considérée comme la plus importance référence en matière d’encyclopédies en langue anglaise, notamment en raison de l’étendue des sujets traités et de l’éminence de leurs auteurs,. Cependant, la version imprimée de la Britannica est nettement plus chère que les encyclopédies concurrentes,.
Depuis le début des années 1990, la Britannica a dû relever de nouveaux défis, avec l’apparition de médias numériques. L’Internet, avec le développement des moteurs de recherche, est devenu une source ordinaire d’information, et offre un accès facile à des ressources fiables et des opinions d’experts. En général, l’Internet tend à fournir des informations plus récentes que les médias sur papier en étant plus facile à mettre à jour. Dans des matières qui évoluent rapidement, comme la science, la technologie, la politique, la culture et l’histoire moderne, la Britannica a lutté pour rester à jour. Depuis 2015, bien que la Britannica comporte des versions multimédia et en ligne, sa prééminence est mise en question avec le développement d’autres encyclopédies en ligne, telles que Wikipédia.

### Encyclopédies imprimées
L’Encyclopædia Britannica a été comparée avec les autres encyclopédies sur papier, aussi bien sur le plan qualitatif que quantitatif,,. En 1994, Kenneth Kister a réalisé une comparaison médiatisée entre la Britannica, la Collier's Encyclopedia et l’Encyclopedia Americana. S’agissant de l’analyse quantitative, dix articles ont été choisis au hasard : la circoncision, Charles Drew, Galilée, Philip Glass, les maladies cardiaques, le quotient intellectuel, le panda géant, le harcèlement sexuel, le Suaire de Turin, et l’Ouzbékistan. Des notes allant de A à F ont été attribuées selon quatre critères : couverture, précision, clarté, et actualité. Dans la catégorie précision, la Britannica et la Collier's Encyclopedia reçurent chacune un « D » et sept « A », tandis que l’Encyclopedia Americana reçut huit « A ». En 1994, la Britannica a été blâmée pour avoir publié un article controversé sur Charles Drew. Dans la catégorie actualité, la Britannica reçut un score de 86 %, l’Americana, 90 % et la Collier’s, 85 %. Après une analyse plus approfondie sur le plan qualitatif, Kenneth Kister a recommandé la Collier's Encyclopedia, avant tout pour son écriture excellente, sa présentation équilibrée et sa navigation facile.
Collier's Encyclopedia n’a pas été rééditée depuis 1998. Au contraire, la plus récente Encyclopedia Americana date de 2006. La Britannica a été publiée en 2010.

### Encyclopédies sur les supports optiques
Le concurrent le plus notable face à la Britannica en matière de CD/DVD-ROM était Encarta, aujourd’hui retiré du marché, qui intégrait trois encyclopédies imprimées : Funk & Wagnalls, Collier's et New Merit Scholar. Encarta a été l’encyclopédie multimédia ayant enregistré les meilleures ventes aux États-Unis entre 2000 et 2006. Les CD/DVD de la Britannica et d’Encarta étaient tous les deux vendus environ au même prix, autour de cinquante dollars. La Britannica contient 100 000 articles ainsi que le Merriam-Webster's Dictionary and Thesaurus, et du contenu pour les élèves d’école primaire et secondaire. Encarta comportait des cartes interactives, des outils de mathématiques et de langues, un dictionnaire anglais, et une version pour la jeunesse. Comme Encarta, la Britannica a été critiquée pour sa partialité en faveur du public américain. Les articles relatifs à la Grande-Bretagne sont actualisés moins souvent, les cartes des États-Unis sont plus précises que celles des autres pays, et le dictionnaire britannique comporte des lacunes. Tout comme la Britannica, Encarta était accessible en ligne contre un abonnement, même si certains contenus étaient disponibles gratuitement.

### Encyclopédies sur Internet
Le plus sérieux concurrent en ligne à la Britannica est Wikipédia, une encyclopédie gratuite en ligne basée sur un contenu libre. Une différence majeure entre les deux encyclopédies réside dans la paternité des articles. Les 699 articles de la Macropædia sont généralement rédigés par des contributeurs identifiés, et les 65 000 articles de la Micropædia sont le travail de l’équipe éditoriale et de consultants extérieurs bien identifiés. Ainsi, les articles de la Britannica sont bien attachés à un auteur ou à une équipe de rédacteurs. Les auteurs sont souvent des spécialistes dans leur domaine, certains sont même lauréats du prix Nobel.
À l’inverse, les articles de Wikipédia sont rédigés par une communauté d’internautes dont la compétence est variable. La plupart d’entre eux ne revendique aucune autorité particulière, et si c’est le cas, beaucoup sont anonymes. Une autre différence est le rythme de modification de l’article. La Britannica est rééditée à intervalle de quelques années, tandis que les articles Wikipédia sont en constante évolution. Wikipédia connaît elle aussi des critiques. Par exemple l’ancien vice-président et rédacteur en chef de la Britannica, Robert McHenry, a déclaré que Wikipédia ne pouvait pas espérer rivaliser avec la Britannica en matière de précision.
Le 14 décembre 2005, la revue scientifique Nature a rapporté que sur 42 articles de sciences choisis au hasard, il y avait 162 erreurs sur Wikipédia contre 123 dans la Britannica,. Dans sa réponse détaillée de vingt pages, Encyclopædia Britannica, Inc. a qualifié le travail de Nature de défectueux et trompeur, et a appelé à une prompte rétractation. Le rapport note également que deux articles de l’étude étaient issus du livre annuel de la Britannica et non de l’encyclopédie elle-même. Il mentionne par ailleurs que certains des articles présentés aux examinateurs étaient des combinaisons de plusieurs articles, et que d'autres articles n’étaient que des extraits. La société note enfin qu’une partie des erreurs relevées par Nature étaient en fait des variantes orthographiques mineures, et que beaucoup de ces prétendues erreurs étaient sujettes à interprétation. La revue Nature a maintenu son analyse et refusé de rétracter ses propos, affirmant que la comparaison entre Wikipédia et la version en ligne de la Britannica impliquait l’utilisation de toutes sortes de contenus disponibles sur le site de celle-ci.
Interviewé en février 2009, le directeur de la branche britannique de l’Encyclopædia Britannica a déclaré : « Wikipédia est un site amusant à utiliser et qui comporte beaucoup de pages intéressantes, mais son approche ne marcherait pas avec l’Encyclopædia Britannica ».

## Récapitulatif des éditions
| Édition/supplément       | Années de publication | Taille                                            | Rédacteur en chef                                                                                            | Remarques |
| ------------------------ | --------------------- | ------------------------------------------------- | --- | --- |
| 1re                      | 1768–1771             | 3 volumes, 2 670 pages                            | William Smellie                                                                                              | Essentiellement le travail d’un rédacteur, William Smellie ; 30 articles plus longs que trois pages |
| 2e                       | 1777–1784             | 10 volumes, 8 595 pages                           | James Tytler                                                                                                 | 150 articles long ; toutes les cartes dans l’article « Géographie » |
| 3e                       | 1788–1797             | 18 volumes, 14 579 pages                          | Colin Macfarquhar and George Gleig                                                                           | £42 000 de bénéfices pour 10 000 exemplaires vendus ; première dédicace au monarque |
| supplément à la 3e       | 1801                  | 2 volumes, 1 624 pages                            | George Gleig                                                                                                 | Propriété de Thomas Bonar |
| 4e                       | 1801–1809             | 20 volumes, 16 033 pages                          | James Millar                                                                                                 | Les auteurs autorisés à conserver les droits d’auteurs |
| 5e                       | 1817                  | 20 volumes, 16 017 pages1                         | James Millar                                                                                                 | Pertes financières de Millar et des héritiers d’Andrew Bell ; vente à Archibald Constable |
| supplément à la 5e       | 1816–1824             | 6 volumes, 4 933 pages                            | Macvey Napier                                                                                                | Recrutement de contributeurs célèbres, tels que sir Humphry Davy, sir Walter Scott, Thomas Malthus |
| 6e                       | 1820–1823             | 20 volumes                                        | Charles Maclaren                                                                                             | Archibald Constable connait la banqueroute en janvier 1826 |
| 7e                       | 1830–1842             | 21 volumes, 17 101 pages, index de 187 pages      | Macvey Napier, assisté de James Browne                                                                       | Extension du réseau de contributeurs connus, tels que Sir David Brewster, Thomas de Quincey, Antonio Panizzi |
| 8e                       | 1853–1860             | 21 volumes, 17 957 pages, index de 239 pages2     | Thomas Stewart Traill                                                                                        | De nombreux longs articles sont extraits de la 7e édition ; 344 contributeurs, incluant William Thomson |
| 9e                       | 1875–1889             | 24 volumes, plus un index                         | Thomas Spencer Baynes (1875–80); puis W. Robertson Smith                                                     | Édition la plus savante ; largement plagiée aux États-Unis3 |
| 10e, supplément à la 9e  | 1902–1903             | 11 volumes, plus les 24 volumes de la 9e édition4 | Sir Donald Mackenzie Wallace et Hugh Chisholm à Londres; Arthur T. Hadley & Franklin Henry Hooper à New York | Les partenaires américains achètent les droits le 9 mai 1901 ; nouvelles méthodes de vente |
| 11e                      | 1910–1911             | 28 volumes, plus un index                         | Hugh Chisholm à Londres, Franklin Henry Hooper à New York                                                    | Nouveau point culminant d’érudition ; plus d’articles que dans la 9e édition, mais plus courts et simples ; difficultés financières pour le propriétaire, Horace Everett Hooper ; droits vendus à Sears Roebuck en 1920 |
| 12e, supplément à la 11e | 1921–1922             | 3 volumes, plus les 28 volumes de la 11e 5        | Hugh Chisholm à Londres, Franklin Henry Hooper à New York                                                    | Résumé de l’état du monde avant, pendant et après la Première Guerre mondiale |
| 13e, supplément à la 11e | 1926                  | 3 volumes, plus les 28 volumes de la 11e 6        | James Louis Garvin à Londres, Franklin Henry Hooper à New York                                               | Meilleure perspective des événements de 1910-1926 |
| 14e                      | 1929–1933             | 24 volumes 7                                      | James Louis Garvin à Londres, Franklin Henry Hooper à New York                                               | La publication juste avant la Grande Dépression est financièrement catastrophique |
| 14e éd. révisée          | 1933–1973             | 24 volumes 7                                      | Franklin Henry Hooper jusqu’en 1938; puis Walter Yust, Harry Ashmore, Warren E. Preece, William Haley        | Politique de révision continue dès 1936 : chaque article révisé au moins deux fois par décennie |
| 15e                      | 1974–1984             | 30 volumes 8                                      | Warren E. Preece, puis Philip W. Goetz                                                                       | Introduction de la structure en trois parties, division des articles entre la Micropædia et Macropædia ; création de la Propædia avec la suppression de l’index                                                         |
| 15e                      | 1985–aujourd'hui      | 32 volumes 9                                      | Philip W. Goetz, puis Robert McHenry, actuellement Dale Hoiberg                                              | Restauration de l’index en deux volumes, fusion d’articles de la Micropædia et Macropædia, nouvelles versions publiées régulièrement                                                                                    |

| Notes sur les éditions 1Supplément à la quatrième, cinquième, and sixième édition de l'Encyclopaedia Britannica. Avec des exposés préliminaires sur l'histoire des sciences. 2Volume d'index distinct de la 8e à la 14e édition. 3La 9e édition comporte des articles de notables contemporains : James Clerk Maxwell sur l'électricité et le magnétisme, William Thomson sur la chaleur. 4La 10e édition inclut un volume de cartes et un volume d'index des 9e et 10e éditions. 5 Volumes 30 à 32 qui constituent, avec les 29 volumes de la onzième édition, la douzième édition. 6 Ce supplément remplace l'ancien supplément : Les trois nouveaux volumes supplémentaires constituant, avec les volumes de la dernière édition standard, la treizième édition. 7 Cette édition est la première à adopter la politique de révision continue. 8 La 15e édition (appelée Britannica 3) a été publiée en trois parties : une Micropædia de dix volumes qui contient de courts articles et sert d'index, une Macropædia de 19 volumes, plus une Propædia. L'édition a été réorganisée en 1985, pour garder la Micropædia (12 volumes) et la Macropædia (17 volumes). 9 En 1985, le système a été modifié en ajourant un index séparé de deux volumes, les articles de la Macropædia ont été par la suite consolidés dans des articles plus complets (par exemple, les cinquante États américains sont maintenant inclus dans l'article sur les États-Unis) ; les articles moins grands sont transférés dans la Micropædia. Le premier CD-ROM est sorti en 1994. Une version en ligne a également été proposée par abonnement. |